# Corregidora Ortiz 4.ª Sección
Corregidora Ortiz 4.ª Sección es una localidad del municipio de Centro ubicado en la subregión centro del estado mexicano de Tabasco.

## Geografía
La localidad de Corregidora Ortiz 4.ª Sección se sitúa en las coordenadas geográficas 17°57′48″N 93°14′45″O / 17.963333, -93.245833, a una elevación de 17 metros sobre el nivel del mar.

## Demografía
Según el Conteo de Población y Vivienda 2020, efectuado por el Instituto Nacional de Estadística y Geografía, la localidad de Corregidora Ortiz 4.ª Sección tiene 209 habitantes, de los cuales 110 son del sexo masculino y 99 del sexo femenino. Su tasa de fecundidad es de 2.16 hijos por mujer y tiene 59 viviendas particulares habitadas.
| Gráfica de evolución demográfica de Corregidora Ortiz 4.ª Sección entre 1970 y 2020 |
|                                                                                     |
| INEGI.                                                                              |